# Nathan Birnboim
Nathan Birnboim (en hebreu: נתן בירנבוים‎; nascut el 27 de novembre de 1950 a Tel-Aviv) és un jugador d'escacs israelià, que té el títol de Mestre Internacional des de 1978.

## Resultats destacats en competició
Va ser campió israelià els anys 1976, 1980 i 1986. Va jugar dues vegades en torneigs zonals: a Randers 1982 hi va ocupar l'11è lloc i a Múnic 1987 hi va ocupar el 4t lloc. El 1986, va ocupar el cinquè lloc a Jerusalem.
Va guanyar la medalla de bronze al campionat d'Europa sènior de 2019.

### Participació en olimpíades d'escacs
Birnboim va jugar representant Israel en cinc Olimpíades d'escacs.
- El 1976, al segon tauler de reserva a la 22a Olimpíada a Haifa (+2 -1 =3);
- L'any 1978, al primer tauler de reserva a la 23a Olimpíada de Buenos Aires (+4 -0 =4);
- El 1980, al segon tauler a la 24a Olimpíada de La Valletta (+3 -4 =4);
- El 1982, al quart tauler a la 25a Olimpíada de Lucerna (+4 -1 =3);
- El 1982, al quart tauler a la 26a Olimpíada de Tessalònica (+2 -2 =3).

Va guanyar la medalla de plata individual a Buenos Aires 1978.

## Partides notables
- Nathan Birnboim vs Roman Dzindzichashvili, Nathanya (Israel) 1977, King's Indian Defense: Orthodox Variation, (E91), 1-0
- Nathan Birnboim vs Larry Christiansen, Lucerna (Suïssa) 1982, Obertura Catalana: General (E00), 1-0
- Nathan Birnboim vs Viktor Korchnoi, Jerusalem, 1986, Obertura Catalana: General (E00), 1-0